# Горский, Витольд Людвигович
Вито́льд Лю́двигович Го́рский (29 октября 1849, Тамбов — ?) — российский гимназист, убивший в 1868 году семь человек.

## Биография
Витольд Горский родился в Тамбове 29 октября 1849 года в семье поляка-дворянина, отставного коллежского секретаря Людвига Горского. Отец Людвиг Горский в 1848 году вышел в отставку из виленского губернского правления и спустя 4 месяца вместе с женой переселился в Тамбов. В Тамбове Людвиг Горский служил в губернском правлении. Семья жила в городе, имела троих детей — двух сыновей — старшего Витольда и младшего Людвига, а также дочь Ванду. Горские не были богаты, но и не бедствовали — владели лошадьми и собственным экипажем, имели прислугу. Члены семьи общались друг с другом по-польски, а с прислугой по-русски.
Витольд Горский в 1860 году поступил в тамбовскую мужскую гимназию. По отзывам его гимназических учителей и товарищей, он любил чтение и литературные занятия, а также был хорошо развит в умственном отношении. Тем не менее, большого успеха в учёбе Горский не показывал, учился посредственно. Так, он дважды был оставлен на второй год (в 3 и 4 классах). Он держался одиноко, товарищи его не любили и считали злым. Отмечали, что «характер у него резкий, воля не юношеского возраста, он католик, но, по словам его, ни во что не верит». В отношении к начальству держал себя вежливо и застенчиво.
В 1866 году отец Горского заболел и достаток семьи снизился, они переехали на съёмную квартиру, лошади и экипаж были проданы. С 1867 года, учась в гимназии, Витольд стал подрабатывать, ежедневно занимаясь в качестве домашнего учителя с сыном архитектора Мейснера — Венедиктом и со старшим сыном купца И. С. Жемарина — Иваном.
В 1868 году, в возрасте 18 лет, будучи гимназистом 7 класса, совершил резонансное убийство семи человек с целью завладения имуществом купца И. С. Жемарина. Приговорён к бессрочной каторге. Дальнейшая судьба неизвестна.

### Обнаружение убийства и расследование
1 марта 1868 года купец И. С. Жемарин, живший с семейством в центре города Тамбова, возвратившись в 10 часов вечера домой, обнаружил, что входную дверь на заднем крыльце ему не открывают, несмотря на стук. В этот момент к дому подошли полицейские в сопровождении няни детей Жемарина и его кучера, которые раньше также безуспешно стучали в эту дверь и обратились в полицию. Все вместе они отправились к парадному крыльцу и обнаружили, что дверь его незаперта.
Войдя в комнаты, они увидели шесть трупов: матери и жены Жемарина, одиннадцатилетнего сына, горничной, беременной кухарки и дворника. Четырёхлетний сын Жемарина был ещё жив, но находился без сознания с проломленной головой (позже и он скончался). Трупы жены, горничной и младшего сына были одеты в шубы, что свидетельствовало о том, что они были убиты сразу после возвращения домой. Мать Жемарина, жена, дворник и кухарка были застрелены. Горничная была убита ударами полена по голове, а 11-летний сын скончался от ударов железного песта, которым его череп был раздроблен в нескольких местах.
Все вещи, серебро и деньги оказались на месте, включая жемчужное ожерелье, которое находилось в незапертом ящике, несмотря на то, что, судя по следам, убийца долго находился в доме (он успел перенести со двора в дом труп кухарки, опускал шторы и т. п.).
На столе, где Витольд Горский занимался с 11-летним сыном Жемарина, были найдены стружки от свинцовых пуль. Кроме того, кучер и няня показали, что Горский оставался в доме после ухода хозяина и хозяйки. Это дало полиции основания для задержания Горского. Позже появились дополнительные улики. Оказалось, что за несколько дней до убийства Горский показывал своим знакомым железный пест, найденный на месте преступления, и говорил, что специально заказывал его у кузнеца. Допрошенный кузнец подтвердил, что изготовил пест для Горского по его рисунку, который сказал, что пест ему нужен для занятий гимнастикой. Двое из товарищей Горского показали, что видели за два дня до преступления у него в кармане револьвер, а третий сообщил, что у него из кабинета пропал револьвер. Согласно показаниям слесаря, Горский обращался к нему с просьбой починить револьвер и зарядить его пятью пулями. На одежде и сапогах Горского были обнаружены следы крови. Тем не менее, несмотря на столь явные улики, Горский в преступлении не сознавался. Лишь на шестой день допроса, когда ему были предъявлены все улики, он признался в убийстве.

### Суд и приговор
30 апреля 1868 года началось рассмотрение этого дела во временном военном суде Тамбова под председательством полковника Деконского и при прокуроре Московского-военного окружного суда Неелове; защищал подсудимого временный судебный следователь Дураков. Дело рассматривалось военным судом, а не судом присяжных, так как Жемарин публично обвинил Горского в причастности к польскому освободительному движению (обвинение в политических мотивах массового убийства было позже отвергнуто судом за полным отсутствием каких-либо доказательств подобного).
На суде Горский признал все обвинения в убийстве и рассказал подробности. Мысль об убийстве с целью грабежа возникла у него ещё за месяц до совершения преступления, он тщательно обдумал и разработал план, а за неделю до убийства начал подготовку к нему. Он достал револьвер, а также заказал у кузнеца железный пест в виде кистеня якобы для гимнастики. Для того чтобы неожиданные выстрелы и сам вид пистолета не привлекли внимание и не произвели впечатления на членов семьи и прислугу, он подарил своему ученику игрушечный свинцовый пистолетик, громко стреляющий пороховыми пистонами.
1 марта 1868 года, когда Горский был на уроке, выяснилось, что Жемарин и жена его уходят из дому. Тогда, дождавшись их ухода, он начал исполнять свой план. Вначале он убил железным пестом 11-летнего сына Жемарина, нанеся ему несколько сильных ударов по голове сзади, когда тот занимался, решая арифметические задачи. Затем он позвал мать Жемарина, якобы у ребёнка началось носовое кровотечение, а когда она подошла, пропустил её вперёд по коридору и застрелил со спины. Затем он позвал дворника и застрелил его. Позвал кухарку, выстрелил в неё дважды, но она раненая попыталась бежать, выбежала во двор, но Горский поймал её и затащил в дом, тогда она вырвалась и убежала в чайную, но споткнувшись о труп дворника, упала, и Горский добил её железным пестом. Он перезарядил револьвер, и в этот момент к дому подъехали вернувшиеся жена Жемарина с 4-летним сыном, горничная и кучер. Кучер остался распрягать лошадей, а остальные вошли в дом. Горский спрятался за дверью. Когда хозяева вошли в дом, он выстрелил и убил жену Жемарина. Затем направил револьвер на горничную, но оружие заклинило. Тогда он убил горничную поленом. Также он нанёс несколько ударов по голове поленом и 4-летнему сыну Жемарина. Затем он вышел из дома так, что кучер его не заметил, и отправился к слесарю, который починил револьвер и зарядил его пятью пулями. Горский вернулся в дом, собираясь убить кучера.
Подойдя к дому, он встретил кучера и няню, которые стучали в запертую заднюю дверь. Он задал им вопрос: «Не случилось ли чего особенного?» и предложил им вместо того, чтобы стучать, пойти всем вместе в конюшню погреться. Это предложение принято не было, после чего Горский ушёл со двора. Хотя Горский мог убить кучера и няню, но он не сделал этого, так как, по его словам, «рука не поднялась». По пути к дому его мучили угрызения совести. Вернувшись домой, он попил чай, а потом отправился на чердак, где вложил в рот дуло револьвера, желая лишить себя жизни. Однако «непреодолимая привязанность к жизни и к родным» удержала его от самоубийства.
Горский сообщил суду, что семья Жемарина хорошо к нему относилась, однако избежать убийства он не мог. На вопрос судьи почему же он, совершив преступление, не взял из дома никаких ценностей, Горский ответить не смог, сказав, что он не помнит («это мне представляется не ясно, как бы в тумане»). Горский, хотя и признал убийство, но не раскаялся в нём и даже оправдывал его тем, что, по его словам, «желание улучшить материальное положение [своего] семейства, не только не является безнравственным, но его можно даже назвать благородным чувством».
Прокурор Неелов, выступая с заключительной речью, сообщил суду, что, изучив все материалы дела, он пришёл к заключению, что Горский заранее хладнокровно обдумал преступление и не завершил грабёж лишь благодаря обстоятельствам, которые от него не зависели. У него заклинило револьвер, и он вынужден был срочно отправиться к слесарю починить его, собираясь потом вернуться и завершить начатое. Лишь тот факт, что кучер и няня, которых он встретил у дома, отказались идти с ним на конюшню «погреться», спасло им жизнь и не дало Горскому завершить грабёж. Также следствие показало, что Горский практически ежедневно проводил вечера в трактире «Золотой Якорь», где регулярно играл в бильярд на деньги и часто проигрывал. Именно нужда денег из-за проигрышей в бильярд, по мнению прокурора, и стала причиной того, что Горский захотел ограбить Жемарина.
Затем на суде выступил адвокат Дураков, чья заключительная речь стала широко известной и много критиковалась в газетах. В частности, Дураков сказал:
Мы видим молодого 18-летнего человека, полного сил, желающего приносить пользу обществу, но для этого нужна подготовка, а для подготовки нужны материальные средства, которых преступник не имеет. Он видит, что может рассчитывать только на свои собственные силы, но, по неразвитости своего убеждения, он не надеется на них. Семейство его в бедности, отец при смерти, он не может ожидать помощи от семейства, он каждую минуту думает, что со смертью отца семейство его должно будет идти по миру, если он будет не в состоянии оказывать ему помощь. Очень естественно, что у него родился план каким бы то ни было образом достать что нибудь, чтобы только принести пользу семейству и себе; у него нашелся один исход — совершить преступление. Я не думаю, чтобы много было таких молодых людей, которым бы не приходило на ум воспользоваться каким бы то ни было средством для достижения своей цели, хотя бы даже совершить преступление.[…] Находясь под гнётом мысли о бедности, у Горского естественно является зависть к благосостоянию Жемарина. […] Наконец он решился, а мы знаем, что для Горского важно только решиться, исполнение же решения для него ничего не значит. Горский много передумал, прежде чем решился на кровавую развязку, — но избежать её он не мог. [...] Господа судьи! Кто из нас не желает пожить хорошо, в своё удовольствие? Кто не мечтает быть богатым и кто воздержится и не наложит руку на чужое богатство, втуне лежащее? Будем же снисходительны к доблестному юноше, который тоже не хотелъ упускать случая разбогатеть и пошёл напролом.
Выступление защитника не смягчило участь Горского. 1 мая 1868 года военный суд приговорил его к смертной казни через повешение.
4 мая 1868 года Горский подал кассационную жалобу в Главный военный суд Русской императорской армии, в которой просил либо отменить решение военного суда и даровать ему жизнь, либо, по крайней мере, изменить вид назначенной ему смертной казни. В жалобе он объяснил, что хотя он совершил убийство с целью грабежа, но, тем не менее, не воспользовался ничем из собственности Жемарина «под влиянием чувства раскаяния и сожаления к жертвам преступления». Кроме того, Горский в своей жалобе написал, что он решился на убийство, «желая пособить своему семейству находящемуся в крайней бедности», и что эту причину он «не только не считает безнравственной, но и признаёт благородной». Также в жалобе Горский отметил, что суд не принял во внимание его чистосердечное раскаяние и его несовершеннолетие. 16 мая 1868 года Главный военный суд, рассмотрев жалобу Горского, принял решение оставить её без удовлетворения.
Тем не менее, император Александр II 6 июня 1868 года заменил Горскому смертную казнь бессрочной каторгой на рудниках. Как писали «Московские ведомости» 1 августа 1868 года: «Так как по высочайшему соизволению смертный приговор заменён каторжной работой на бессрочное время, то по исполнению над ним установленного для присужденных к виселице обряда, немедленно сняли с него белый саван, снова одели в арестантскую одежду и, посадив в простую телегу, отвезли обратно в тюремный замок». Дальнейшая судьба Горского неизвестна.

## Внешность Горского
Описывался как юноша невысокого роста, слабого телосложения. Имел «умное лицо», тёмнорусые волосы и голубые глаза со сросшимися бровями.

## Жертвы Горского
Горский убил шесть человек, одного ребёнка смертельно ранил. Описание жертв, согласно судебно-медицинскому осмотру:
1. Жемарина Варвара Силантьевна, 70 лет — мать купца Жемарина. Убита пулей, направленной сзади в голову со стороны левого уха. Пуля найдена внутри головы.
2. Жемарин Иван, 11 лет — старший сын купца Жемарина. Убит тупым шарообразным орудием, которым раздроблены кости черепа и повреждён мозг.
3. Дворник Константин убит сзади пулей, направленной в шею. Пуля найдена около передней дужки шейного позвонка.
4. Кухарка Прасковья ранена двумя выстрелами и одна из ран имеет положение на левой стороне лица, на восходящей ветви нижней челюсти, а другая — на углу нижней челюсти. Одна пуля найдена в шейных мышцах и здесь же извлечён осколок свинца. Кроме того часть теменных, височных и затылочной костей разбита кистенём. По заключению медиков, смерть произошла от пролома черепа и повреждения мозга, а раны, нанесённые огнестрельным оружием, не могли быть безусловно смертельными. При вскрытии тела было обнаружено, что матка кухарки была в беременном состоянии и внутри неё был младенец мужского пола, совершенно доношенный.
5. Емельянова Марья, жена купца Жемарина. Убита пулей, направленной сзади в шею, прошедшей через позвоночный столб и найденной у правого шейного позвонка.
6. Горничная Авдотья убита ударом дубового полена, проломившего череп, разорвавшего мозговые оболочки и головной мозг.
7. Жемарин Александр, 4 года — младший сын купца Жемарина. По прибытии полиции был ещё жив, сильно стонал, но в сознание не пришёл и к утру 3 марта 1868 года (через 2 дня) умер, согласно заключению врача, от пролома черепа тупым орудием со стороны лобной кости выше затылочного бугра.

## Оценки и культурное влияние
- Персонажи романа «Идиот» (1868) Ф. М. Достоевского неоднократно упоминают как само преступление, совершённое Горским, так и речь его защитника[20][21]. Собственно, первые 5 глав 2-й части «Идиота», представляющие собой вполне законченное целое, темой которого является покушение Рогожина на князя Мышкина, написаны под влиянием дела Горского[4], которое не сходит со страниц этой части романа, и писатель с точностью воспроизводит все наиболее важные его подробности[4]. Само преступление Горского Достоевский рассматривает как характерное проявление «умственной смуты», вызванной влиянием на молодёжь «нигилистических» теорий «Современника» и «Русского слова»[4][11]. Достоевский видит Горского как выразителя морали «разумного эгоизма» в её крайнем индивидуалистическом толковании[11]. Отмечается[11], что основаниями для отнесения Горского к «нигилистам» для писателя послужили лишь возраст убийцы, его относительно высокое умственное развитие, польское происхождение и отсутствие религиозных убеждений. Так, племянника Лебедева, молодого человека нигилистических взглядов писатель (в лице персонажа Лукьяна Лебедева, который литературоведами считается рупором идей самого Достоевского[22]) характеризует как «будущего второго убийцу будущего второго семейства Жемариных»[20]. 
 Интересно, что Достоевский пытался представить себе и дальнейшую судьбу Горского. Так, в набросках к «Идиоту» имеется заметка, что князь Мышкин видел Горского в тюрьме и выпустил его[23][24]. Однако заметка осталась нереализованной, эта история в роман не вошла. Достоевский также осуждал речь адвоката Горского Дуракова как в романах «Идиот» (1868) и «Бесы» (1872), так в дневнике (гл. «Среда», 1873)[4][25].
- А. И. Герцен написал на французском языке заметку «Assassinat d’un mineur» («Убийство несовершеннолетнего»), где возмущался смертным приговором через повешение для несовершеннолетнего Горского[2].
- М. Н. Катков в своей заметке «Мотивы преступления гимназиста Горского, убившего семейство купца Жемарина» в «Московских ведомостях»[7] объяснял это убийство «фальшивой польской идеей», а Горского сравнивал с Раскольниковым Достоевского.
- Историк литературы А. В. Никитенко высказал в 1868 году гипотезу, что причиной убийства семьи Жемарина было не желание украсть, а религиозный и политический фанатизм Горского[26].
- Версии, что истинным мотивом убийства был национальный польский фанатизм, придерживался и сенатор К. Н. Лебедев. Так, в своих записках, рассказывая данном преступлении, он писал[27]: «Молодой поляк, 19-летний Горский систематически истребляет целое семейство (восемь человек) из национального фанатизма. […] Ни грабежа, ни личного мщения тут нет. Это изуверство польского фанатизма. Какое преступление! Какая преступность! Невероятно!».
- Журналист и общественный деятель П. А. Гайдебуров опубликовал в 1868 году статью[13], в которой сомневался, что мотивом убийства семьи Жемарина был грабёж, а также критиковал работу адвоката Горского на судебном процессе. По мнению Гайдебурова, защитник проявил свой непрофессионализм, сделав акцент в заключительной речи на бедности и несчастности подзащитного, не учтя того, что выступал он не перед присяжными, на которых имеет смысл воздействовать эмоционально и которых можно разжалобить, а перед военным судом, где важны только пункты законов и доказанные факты. Согласно журналисту, адвокату следовало бы поднять вопрос о вменяемости Горского и потребовать проведения психиатрической экспертизы. Кроме того Гайдебуров резко раскритиковал газеты «Московские ведомости», «Русский инвалид» и «Современные известия», которые, основываясь на речи адвоката Горского, сделали вывод, что подобные массовые убийства — это якобы «знамение времени» и вся современная молодёжь испорчена и готова при первом же удобном случае убивать всех направо и налево.
- Рассказ «Марксист» сборника исторических детективов «Блуд на крови» (1994) Валентина Лаврова в художественной форме описывает обстоятельства убийства, совершённого Горским[28]. В рассказе Лавров описывает и дальнейшую судьбу Горского. Якобы, отработав на рудниках три с половиной года, Горский был переведён на должность писаря, а позже служил счетоводом. В 1894 году был амнистирован. Поселился в Одессе, затем перебрался в Ковно, где познакомился с Ф. Э. Дзержинским. Был активным членом РСДРП, затем примкнул к эсерам. По фальшивому паспорту перебрался в Петербург. Убит за сотрудничество с охранкой ножом в спину. Труп обнаружен в одном из дворов Новоизмайловского проспекта. Виновных в убийстве не нашли.